# Office des biens et intérêts privés
L'Office des biens et intérêts privés (par abréviation OBIP) est un organisme public français créé en 1917 pendant la Première Guerre mondiale, dans le cadre de l'économie de guerre, pour recenser les biens et intérêts de particuliers français tombés aux mains de l'ennemi, que ces biens soient localisés « en pays ennemis ou en pays occupés par l'ennemi ». À la fin du conflit, il fusionne avec deux autres services ayant des missions similaires, et est chargé de l'application des clauses du traité de Versailles relatives à ces biens et intérêts.
Son périmètre d'action s'élargit à mesure que surviennent de nouveaux conflits : il est alors chargé de faire valoir les droits de particuliers à la suite des pertes subies (nationalisations en Union soviétique, guerre d'Espagne). Il compte près de 1 200 agents à l'apogée de son existence (1922).
Aux premiers temps de la Seconde Guerre mondiale, en octobre 1939, puis à la Libération, en décembre 1944, il est réactivé et « chargé de recenser les biens de toutes natures appréhendés par l'ennemi, de quelque manière, et à quelque titre que ce soit, même en vertu de contrats d'apparence légale et présumés transférés par lui hors du territoire national ».
D'abord placé sous la double tutelle du ministère des Finances et du ministère des Affaires étrangères, il est finalement rattaché à ce seul ministère et dirigé par un diplomate.

## Histoire

### Première Guerre mondiale et traité de Versailles
Durant la Première Guerre mondiale, le décret du 2 juillet 1917 instaure un dispositif permettant aux personnes physiques et morales de déclarer la possession ou la perte de biens et d’intérêts dans les pays ennemis de la France ou dans les régions occupées par ceux-ci. Sont concernés les propriétaires français de terrains fortement bombardés, de biens immobiliers détruits dans les combats sur le Front de l’Ouest ou encore de matériels saisis par les forces des Empires centraux entre 1914 et 1918. Pour recueillir ces déclarations, le décret institue un Office des biens et intérêts privés en pays ennemis et occupés.
Après la guerre, le décret du 30 décembre 1919 fusionne cet organisme avec deux autres ayant des missions similaires :
- la Commission des réclamations concernant les biens et intérêts privés en pays ennemis et occupés, créée en 1916 ;
- l'Office des biens et intérêts privés en Russie et Roumanie, créé en 1918 ;

pour former l'Office des biens et intérêts privés (OBIP). Ce décret, ainsi que la loi du 10 mars 1920, le chargent de mettre en œuvre les clauses économiques du traité de Versailles relatives à la réparation des préjudices et au règlement des créances dues à des ressortissants de pays vaincus.
Les biens en question sont définis comme : 
1. les biens et intérêts commerciaux, industriels et agricoles (mobiliers et immobiliers) :
  1. maisons de commerce,
  2. créances commerciales,
  3. parts et commandites dans des entreprises industrielles, commerciales ou agricoles,
  4. machines, outillages, matières premières ;
2. les droits et intérêts résultant de contrats de droit public ou privé :
  1. concessions et exploitations de mines, forêts, transports,
  2. cautionnements, traitements, salaires,
  3. assurances ;
3. les biens et intérêts immobiliers sans caractère commercial :
  1. propriétés immobilières,
  2. créances hypothécaires,
  3. loyers non recouvrés ;
4. les biens et intérêts mobiliers sans caractère commercial :
  1. meubles meublant,
  2. voitures,
  3. automobiles, chevaux,
  4. objets cachés ou perdus ;
5. les biens et intérêts financiers : titres, valeurs de bourse, comptes courants
6. les biens et intérêts maritimes :
  1. navires aux mains de l'ennemi,
  2. marchandises,
  3. créances,
  4. assurances maritimes ;
7. les biens et intérêts divers :
  1. successions, tutelles,
  2. droits litigieux,
  3. tous intérêts non spécifiés précédemment.

L'OBIP est également chargé de l'administration des biens séquestrés aux ressortissants des pays ennemis et localisés en France : c'est à ce titre qu'il prend possession du Château de Chambord appartenant au prince de Parme, sujet austro-hongrois, et à l'Hôtel de Matignon, ambassade de l'Autriche-Hongrie.

### Seconde Guerre mondiale et Libération
Durant l’entre-deux-guerres, la plupart des missions relatives aux biens privés à caractère économique, financier ou politique lui sont confiées. Lorsque la Seconde Guerre mondiale éclate, l’OBIP est rétabli par le décret du 1er octobre 1939 afin d’organiser le recensement des biens, droits et intérêts français en Allemagne et dans les pays qu’elle occupe comme la Pologne. À la suite de la défaite de la France en juin 1940, l’organisme quitte Paris et la zone occupée pour s’établir à Périgueux et y recueille dès le mois d’août les déclarations des biens abandonnés par les Alsaciens et Lorrains expulsés des départements du Bas-Rhin, du Haut-Rhin et de Moselle, annexés de facto par le Reich allemand. Durant l’Occupation, les autorités allemandes commettent de nombreux pillages à travers le territoire français par l’entremise de l’Einsatzstab Reichsleiter Rosenberg (ERR) ou même de l’ambassade d’Allemagne à Paris.
À la Libération, de nouveaux textes précisent les missions de l’organisme retrouvant son siège à Paris après quatre années d’occupation : le décret du 13 décembre 1944 et l’arrêté du 16 avril 1945 encadrent le recensement des déclarations de biens spoliés par le régime nazi en France. Sous la double autorité du ministère des Affaires étrangères et de celui des Finances, l’OBIP est désormais chargé d’identifier les propriétaires ayant subi les spoliations en vue de leur restituer leurs possessions retrouvées à travers le continent européen.

### Fonctionnement
La structure de l’Office des biens et intérêts privés se compose de deux services, celui des biens préexistants et celui des spoliations : le premier gère les dossiers concernant les propriétés françaises possédées dans les pays de l’Axe avant 1939, le second est chargé des déclarations des biens spoliés ainsi que des restitutions. L’OBIP comprend 665 agents en 1947.
Dans la gestion de ces biens retrouvés à l’étranger, l’OBIP coopère avec le service des Réparations-Restitutions du Haut-Commissariat de la République française dans les zones occupées en Allemagne et en Autriche. L’organisme français dispose également d’antennes dans les pays qui ont été occupés par l’Axe, ainsi que dans les départements français annexés de facto par l’Allemagne nazie : des bureaux de l’OBIP sont ouverts à Metz et Strasbourg en raison de l’ampleur des spoliations découvertes en Alsace-Moselle à la Libération.
Le directeur de l'OBIP est assisté d'un conseil de direction. En 1950, ce conseil comprend une vingtaine de personnes dont Robert Schuman, Henri Queuille, Alex Roubert, de conseillers d'État et de hauts-fonctionnaires des ministères des Affaires étrangères, des Finances, et de la Justice.
Le bureau de l'OBIP à Strasbourg est supervisé par Édith Bernardin, alors bibliothécaire à la Bibliothèque nationale et universitaire qui accueille le service dans ses locaux de la place de la République avec un dépôt situé dans le bâtiment des Archives départementales du Bas-Rhin pour rassembler les livres spoliés en vue de retrouver leurs propriétaires légitimes : 37 000 volumes sont restitués dès 1947 et plus de 200 000 livres ont été traités par l’OBIP de Strasbourg en février 1948 : 125 857 volumes ont été resitués et 56 300 sont attribués à des ayants-droit. Le service est plusieurs fois menacé de suppression pour des raisons budgétaires : Édith Bernardin se dit « harcelée pour mettre fin aux opérations de restitution » au plus vite. Le tri de ces documents se poursuit jusqu’à la fermeture du bureau local de l’OBIP le 15 juin 1950.

### Dissolution
À l’issue de ses activités relatives aux prédations allemandes, l’OBIP a enregistré des déclarations portant sur la revendication de biens privés spoliés dont des matériels industriels, des automobiles, des meubles, des œuvres d’art, des livres, des manuscrits ou encore des Purs-sangs. Parmi ces déclarations d’une valeur globale de 80 milliards de francs, beaucoup n’aboutissent pas à une restitution. Concernant les biens retrouvés et non réclamés, l’organisme les remet à l’administration des Domaines pour qu’ils soient vendus selon le décret du 19 octobre 1947. D'après ces déclarations, les biens culturels spoliés par les Allemands sont estimés à 100 000.
Le 1er janvier 1950, l’OBIP intègre les missions qui avaient été détachées à la commission de récupération artistique (CRA) qui opérait sous son périmètre légal pour les biens culturels (œuvres et objets d’art, manuscrits et livres) spoliés durant le conflit. Il dépose auprès de la direction des Musées nationaux de France et de la direction des bibliothèques du ministère de l’Éducation nationale les œuvres récupérées en Allemagne et non réclamées, qui ont été sélectionnées par les « commissions de choix » (constituées de conservateurs de musées, d'agents de l'OBIP et présidées par le directeur de l'OBIP): il s’agit de les soustraire de l’administration des Domaines en vue de les conserver dans les fonds d’institutions publiques, en attente d'une éventuelle restitution dans le cas où elles auraient été spoliées. Ces biens se trouvent alors inscrits sur des inventaires spécifiques et portent la mention « Récupération » : inventaires MNR (Musées nationaux récupération) pour les peintures, REC pour les œuvres graphiques, RP pour les peintures modernes, etc. Les œuvres récupérées en Allemagne n'ont pas nécessairement fait l'objet d'une spoliation, elles ont pu être achetées par des soldats allemands auprès de marchands ou de particuliers français. Bien que non spoliées, elles ont été considérées comme pillées sur le territoire national du fait de la situation d'occupation et des circonstances d'achat (cours de devise imposée, clearing commercial).
L’OBIP est dissout le 31 décembre 1953, après avoir permis de récupérer l'équivalent de 142 milliards de francs de biens privés depuis 1917. Il est mis fin à sa personnalité juridique et à son autonomie financière. L'essentiel de ses attributions est dévolu au Service des biens et intérêts privés (SBIP) du ministère des Affaires étrangères, et le reste au ministère des Finances.
Le SBIP est chargé du règlement des conséquences économiques de la fermeture des pays de l'Est et des nationalisations en Bulgarie, Hongrie, Pologne, Tchécoslovaquie, Yougoslavie. Il est également chargé du règlement des dépossessions consécutives à l'émancipation des peuples et aux décolonisations : liquidations de biens de ressortissants français en Algérie, au Maroc, en Tunisie, en Égypte, à Cuba, dans les anciennes colonies françaises d'Afrique, au Vanuatu, en Chine et dans les anciennes colonies françaises du sud-est asiatique. Il est également chargé des dépossessions dues à la Guerre du Golfe.

## Archives
Les archives de l’organisme sont conservées par la direction des Archives du ministère des Affaires étrangères à La Courneuve : 
- Afrique (55BIP, 58BIP)
- Algérie (41BIP, 56BIP)
- Allemagne (13BIP[γ], 17–22BIP, 27–29BIP)
- Bulgarie (30BIP)
- Chine (61BIP)
- Cuba (51BIP)
- Égypte (44–49BIP)
- Espagne (10BIP)
- États-Unis (8BIP)
- Éthiopie (25BIP)
- France :
  - Alsace-Lorraine (7BIP, 23BIP)[17]
  - dommages de guerre (11BIP, 15BIP)
  - séquestres de biens allemands (16BIP)
- Guinée (58BIP)
- Hongrie (31BIP)
- Irak-Koweït (57BIP)
- Italie (24BIP)
- Maroc (42BIP, 50BIP)
- Pologne (32–34BIP)
- Roumanie (35BIP, 36BIP)
- Russie-URSS (3BIP, 4BIP, 39BIP)
- Sud-Est asiatique (59–62BIP)
- Tchécoslovaquie (37BIP)
- Tunisie (43BIP, 56BIP)
- Turquie (9BIP)
- Vanuatu (53BIP)
- Yougoslavie (38BIP)
- Navires séquestrés (439QO)[δ]
- Récupération artistique (209SUP), fonds produit aussi par notamment la CRA[ε]
- Restitutions (22BIP)[ζ]